# Alphaville
Alphaville er en Synth Pop-gruppe fra Tyskland. Tidligere hed gruppen Forever Young. Gruppen er især kendt for sangene "Big in Japan", "Sounds Like a Melody" og "Forever Young" alle fra deres første album. De har solgt over 2 millioner albums verden over[kilde mangler].

## Diskografi
Studiealbums
- Forever Young (1984)
- Afternoons in Utopia (1986)
- The Breathtaking Blue (1989)
- Prostitute (1994)
- Salvation (1997)
- Catching Rays on Giant (2010)
- Strange Attractor (2017)